# Philoponella angolensis
Espèce
Synonymes
- Uloborus angolensis Lessert, 1933
- Uloborus angolensis remyi Berland & Millot, 1940

Philoponella angolensis est une espèce d'araignées aranéomorphes de la famille des Uloboridae.

## Distribution
Cette espèce se rencontre en Angola, en Afrique du Sud et en Côte d'Ivoire.

## Description
Le mâle holotype mesure 3,2 mm.

## Systématique et taxinomie
Cette espèce a été décrite sous le protonyme Uloborus angolensis par Lessert en 1933. Elle est placée dans le genre Philoponella par Lehtinen en 1967.
Uloborus angolensis remyi a été placée en synonymie par Benoit en 1972.

## Étymologie
Son nom d'espèce, composé de angol[a] et du suffixe latin -ensis, « qui vit dans, qui habite », lui a été donné en référence au lieu de sa découverte, l'Angola.

## Publication originale
- Lessert, 1933 : « Araignées d'Angola. Résultats de la Mission scientifique suisse en Angola 1928-1929. » Revue suisse de zoologie, vol. 40, no 4, p. 85-159 (texte intégral).